# Љубавна прича (филм из 1970)
Љубавна прича (енгл. Love Story) америчка је љубавна филмска драма редитеља Артура Хилера из 1970. године. Сценарио је написао Ерик Сигал. Главне улоге играју: Рајан О'Нил, Ели Мекгроу, Реј Миленд, Џон Марли, Кетрин Балфур и Томи Ли Џонс.
Амерички филмски институт сматра филм једним од најромантичнијих (био је бр. 9 на листи) и један је од филмова са највећом зарадом свих времена. Уследио је наставак, Оливерова прича (1978), са О'Нилом у главној улози са Кендис Берген.

## Радња
Оливер Барет IV, који потиче из богате и поштоване породице дипломаца Харварда, упознаје и заљубљује се у Џенифер Кавалери, духовиту студенткињу радничке класе, у библиотеци Редклиф колеџа. Они одлучују да се венчају после факултета, упркос неслагању Оливеровог оца, што доводи до краја његове везе са сином.
Без финансијске подршке, младенци се боре да плате школарину на Правном факултету Харварда, а Џенифер је принуђена да ради као наставница у приватној школи. Изнајмљују последњи спрат куће у предграђу Кембриџа, поред локалне перионице веша. По завршетку треће године, Оливер добија посао у угледној њујоршкој адвокатској фирми.
Млади пар одлучује да има децу, али из неког разлога не успевају. После још једног неуспеха, обраћају се специјалисти који, након прегледа Џенифер, обавештава Оливеру о њеној неизлечивој болести од које ће ускоро умријети. Судећи по неким знацима, њена болест је слична леукемији.
По савету лекара, Оливер покушава да настави нормалан живот, скривајући од Џенифер тежину њеног стања. Али једног дана, након тешког разговора са доктором, сазнаје горку истину. Пошто је остало само неколико дана да буду заједно, Оливер и Џенифер одлучују да започну скупо лечење рака. Међутим, Оливер убрзо не може да плати бројне рачуне из болнице. У очају, одлучује да затражи финансијску помоћ од свог оца, а на питање Барета старијег да ли ће помоћи девојци у невољи, Оливер кратко одговара „да“, али му не говори целу истину о њеној озбиљности. стање.
Лежећи у болничком кревету, Џенифер оставља оцу последња наређења у вези са сахраном. Долази Оливер, она га моли да не криви себе за све. Они се опраштају. Загрљени последњи пут лежу на кревет. Напуштајући болницу, погођен тугом, Оливер среће свог оца, који се извињава због своје некадашње бешћутности. Оливер у сузама одговара да љубави не треба жалити.